# جيسيكا ريتش
جيسيكا ريتش (بالإنجليزية: Jessica Rich)‏ هي متزلجة أسترالية، ولدت في 21 مارس 1990.

## روابط خارجية
- جيسيكا ريتش على موقع الاتحاد الدولي للتزلج (ركوب لوح الثلج) (الإنجليزية)
- جيسيكا ريتش على موقع أوليمبيديا (الإنجليزية)
- جيسيكا ريتش على موقع اللجنة الأولمبية الأسترالية (الإنجليزية)